# Múscul nasal
El múscul nasal (musculus nasalis) és un múscul similar a un esfínter que té la funció de comprimir els cartílags nasals. És el múscul responsable d'eixamplar les fosses nasals.
Es compon de dues parts:
- La part transversal, el múscul transvers del nas (musculus compressor naris). Surt del maxil·lar superior, fins a la part superior i lateral de la fossa incisiva; les seves fibres es dirigeixen cap amunt i medialment. S'expandeix en una aponeurosi prima que té continuïtat en el pont del nas amb la del múscul del costat oposat i amb l'aponeurosi del múscul pròcer. Comprimeix les fosses nasals i les pot tancar del tot.

- La part alar, el múscul dilatador del nariu (musculus dilator nasalis).[2] Surt del maxil·lar, en la part de l'incisiu lateral, i s'insereix en el gran cartílag alar. Les seves fibres medials tendeixen a barrejar-se amb el depressor de l'envà nasal, i ha estat descrit com a part d'aquest múscul.[2]

## Imatges

Posició del múscul nasal (en vermell).